# Anolis duellmani
Espèce
Synonymes
- Norops duellmani (Fitch & Henderson, 1973)

Statut de conservation UICN

 DD  : Données insuffisantes
Anolis duellmani est une espèce de sauriens de la famille des Dactyloidae. 

## Répartition
Cette espèce est endémique du Veracruz au Mexique.

## Étymologie
Cette espèce est nommée en l'honneur de William Edward Duellman.

## Publication originale
- Fitch & Henderson, 1973 : A new anole (Reptilia: Iguanidae) from southern Veracruz, Mexico. Journal of Herpetology, vol. 7, no 2, p. 125-128.